# Кодінґтон (округ, Південна Дакота)
Шаблон:StateAbbr_ 44°59′ пн. ш. 97°11′ зх. д. / 44.98° пн. ш. 97.18° зх. д.
Округ  Кодінґтон (англ. Codington County) — округ (графство) у штаті  Південна Дакота, США. Ідентифікатор округу 46029.

## Історія
Округ утворений 1877 року.

## Демографія
За даними перепису 
2000 року 
загальне населення округу становило 25897 осіб, зокрема міського населення було 19434, а сільського — 6463.
Серед мешканців округу чоловіків було 12849, а жінок — 13048. В окрузі було 10357 домогосподарств, 6872 родин, які мешкали в 11324 будинках.
Середній розмір родини становив 3,04.
Віковий розподіл населення поданий у таблиці:
| Стать    | До 15 років | 15-21 | 22-29 | 30-39 | 40-49 | 50-65 | 65-85 | Понад 85 |
| -------- | ----------- | ----- | ----- | ----- | ----- | ----- | ----- | -------- |
| Чоловіки | 2876        | 1581  | 1346  | 1783  | 2035  | 1731  | 1355  | 142      |
| Жінки    | 2768        | 1439  | 1230  | 1797  | 1921  | 1737  | 1776  | 380      |

## Суміжні округи
- Ґрант — північний схід
- Дул — південний схід
- Гемлін — південь
- Кларк — захід
- Дей — північний захід

## Виноски
1. ↑  US Decennial Census. US Census Bureau. Архів оригіналу за 26 квітня 2015. Процитовано 23 березня 2015.
2. ↑  Historical Census Browser. University of Virginia Library. Архів оригіналу за 11 Серпня 2012. Процитовано 23 березня 2015.
3. ↑  Forstall, Richard L., ред. (27 березня 1995). Population of Counties by Decennial Census: 1900 to 1990. US Census Bureau. Архів оригіналу за 28 Грудня 2008. Процитовано 23 березня 2015.
4. ↑  Census 2000 PHC-T-4. Ranking Tables for Counties: 1990 and 2000 (PDF). US Census Bureau. 2 квітня 2001. Архів оригіналу (PDF) за 18 Грудня 2014. Процитовано 23 березня 2015.
5. ↑  State & County QuickFacts. Бюро перепису населення США. Архів оригіналу за 8 Липня 2011. Процитовано 26 листопада 2013.(англ.) Наведено за англійською вікіпедією.
6. ↑  American FactFinder. Бюро перепису населення США. Архів оригіналу за 29 липня 2011. Процитовано 31 січня 2008.

| США | Це незавершена стаття з географії США. Ви можете допомогти проєкту, виправивши або дописавши її. |